# Norvegia ai Giochi della III Olimpiade
La Norvegia, secondo i dati riconosciuti dal CIO, non partecipò ai Giochi olimpici di Saint Louis. Nonostante ciò, alle gare di lotta parteciparono i norvegesi-americani Charles Ericksen e Bernhoff Hansen, entrambi vincitori di medaglia d'oro. Nel 2012, alcuni storici norvegesi scoprirono che Ericksen non ricevette la cittadinanza statunitense prima del 22 marzo 1905, e probabilmente anche Hansen non fu mai cittadino statunitense. Nel 2013, il Comitato Olimpico Norvegese ha chiesto ufficialmente al CIO di riconoscere alla Norvegia le due medaglie d'oro.